# Noordpolder (Groningen)
De Noordpolder is een buurtschap, polder en voormalig waterschap in de Nederlandse provincie Groningen. De 3500 ha grote polder, gelegen ten noorden van Pieterburen, Warffum en Usquert, ontstond in 1811 na de aanleg van de Noorderdijk over de rand van de toenmalige kwelder en is een van de grootste waddenpolders. Bij de inpoldering werd een spuisluis aangelegd, Noordpolderzijl genaamd. Voor de inpoldering was de kwelder reeds lange tijd bewoond. Om zich in te dekken tegen extreem hoog water waren de toenmalige buitendijkse boerderijen op verhogingen (wierden) gebouwd. De grootste boerderij van de Noordpolder is Groot Zeewijk. Bij deze boerderij bevindt zich de oude begraafplaats van de familie Reinders, die hier toen woonde.

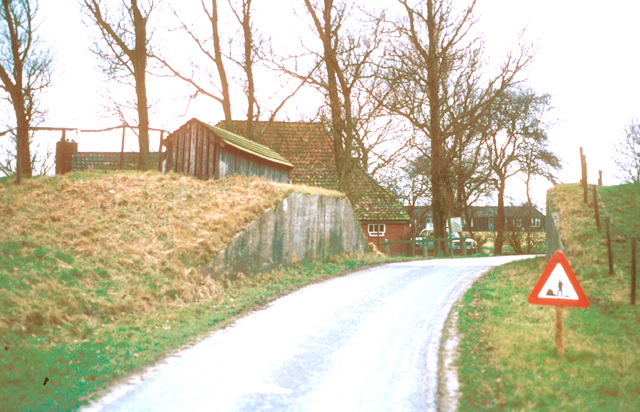
Coupure in Noordpolderweg bij Westernieland. Inmiddels zijn de weg en coupure opgebroken en de dijk op hoogte gebracht.

Het Noordpolderkanaal is later aangelegd als vervoersmogelijkheid voor landbouwproducten. Het kanaal heeft een verbinding, het Polderdiep, met het Warffumermaar. In het Polderdiep ligt in de Middendijk de keersluis, de Wachter, die beter bekend is als Klief.

## Waterschap
Het waterschap Noordpolder, dat in 1811 werd opgericht, omvatte behalve het gebied dat tegenwoordig als zodanig wordt aangeduid (het gebied tussen de Middendijk en de zeedijk, ook het gebied van de uiterdijken (het gebied ten zuiden van de Middendijk). Dit gebied waterde via 12 duikers in deze dijk af op het Noordpolderkanaal. Het waterschap onderhield ook de zeedijk. Sinds 1995 wordt het gebied en de dijk beheerd door het waterschap Noorderzijlvest.

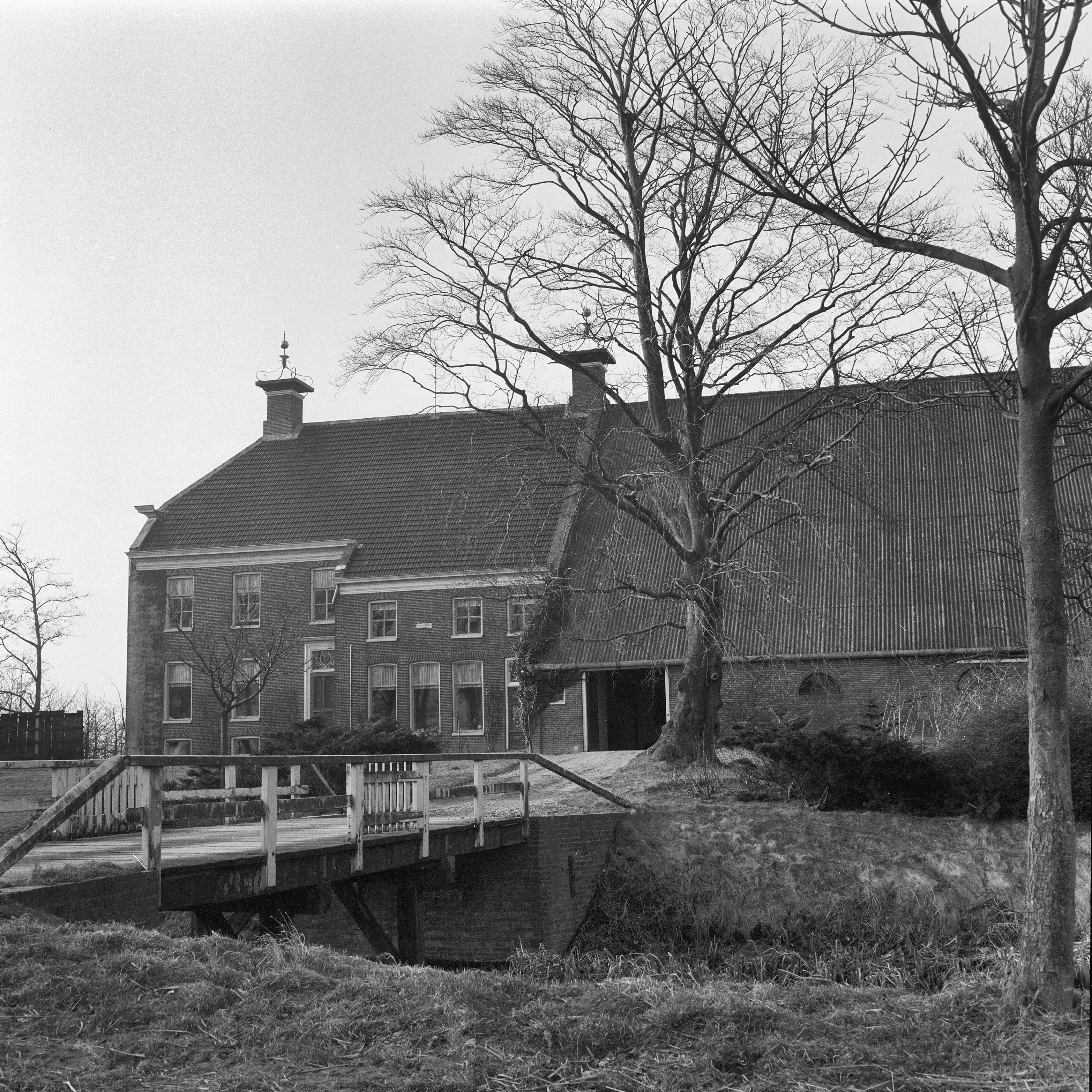
Boerderij Groot Zeewijk, een van de grootste boerderijen van de polder.
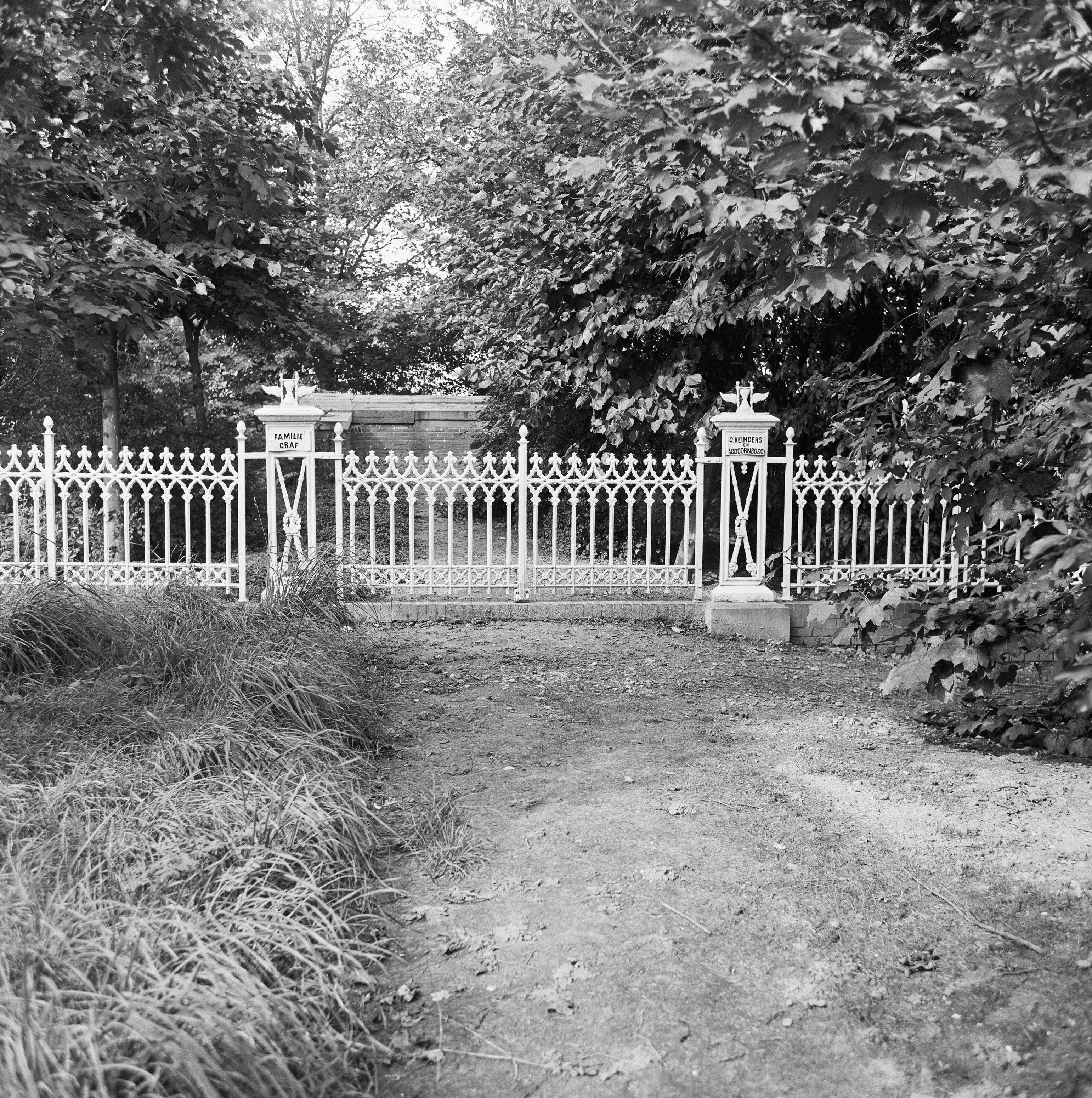
Familiekerkhof Reinders-Doornbosch
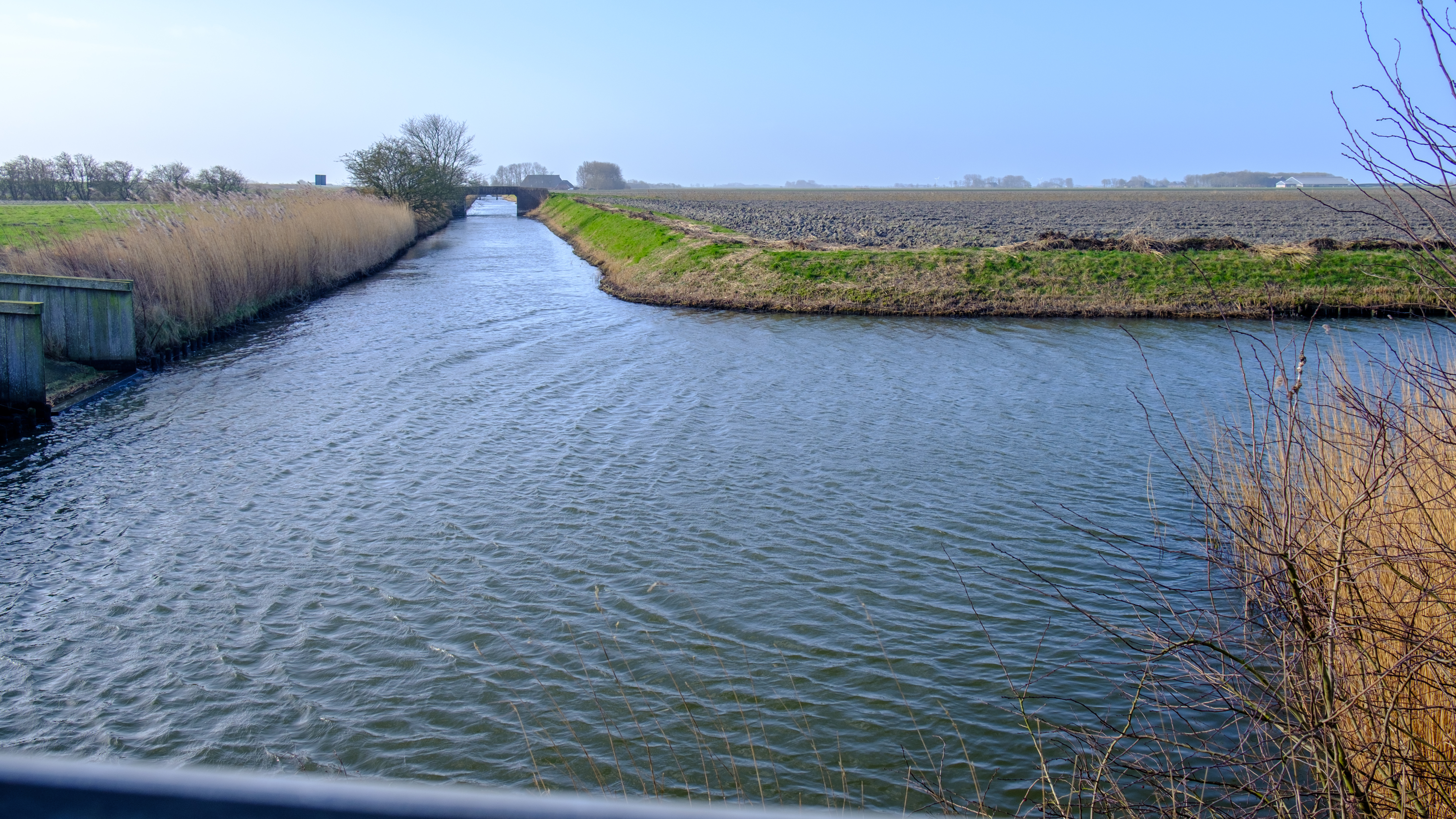
Het Noordpolderkanaal (links) en de Zijlriet (rechts)
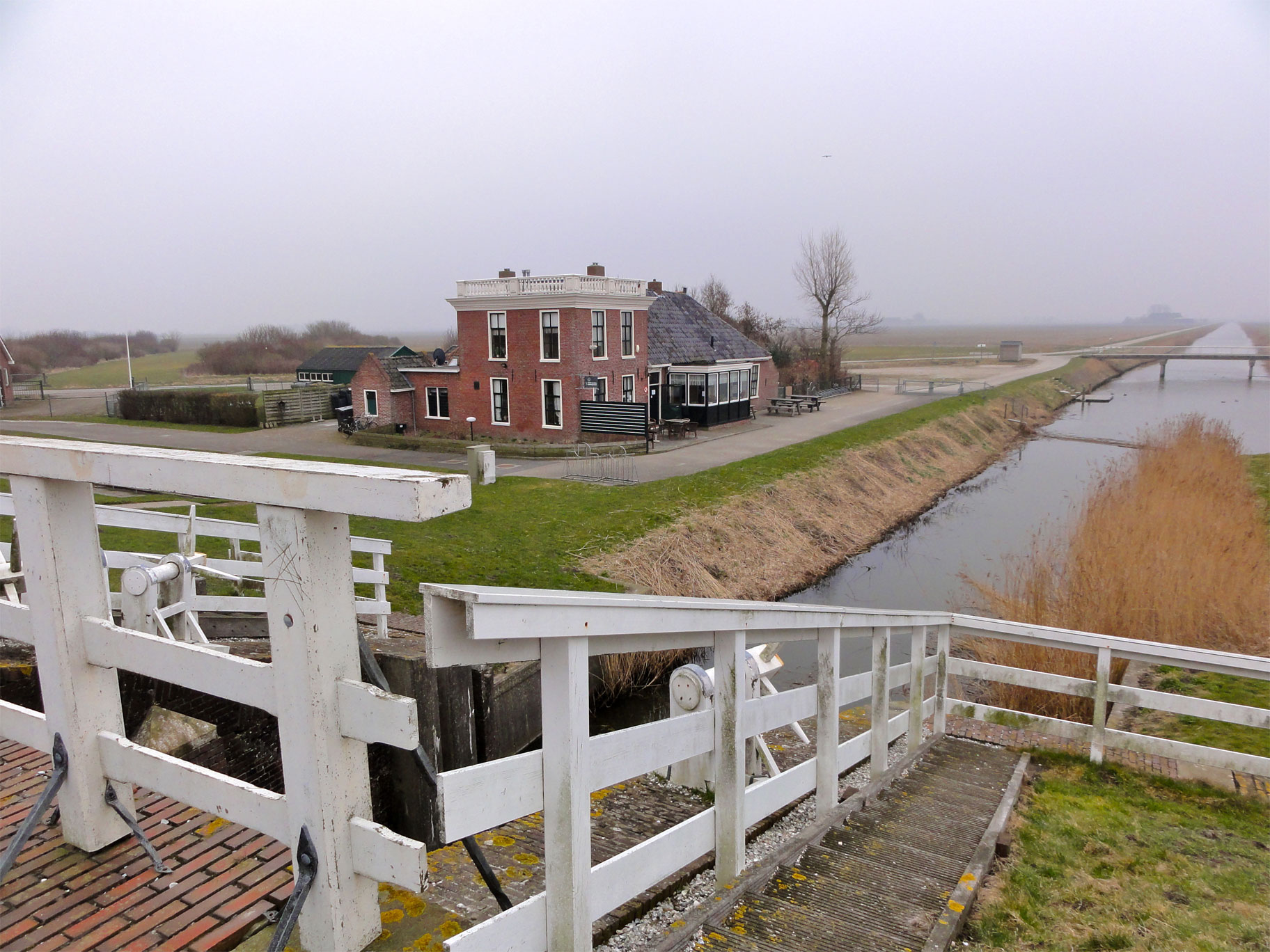
Noordpolderzijl met het Zijldiep en het Zeilhoes
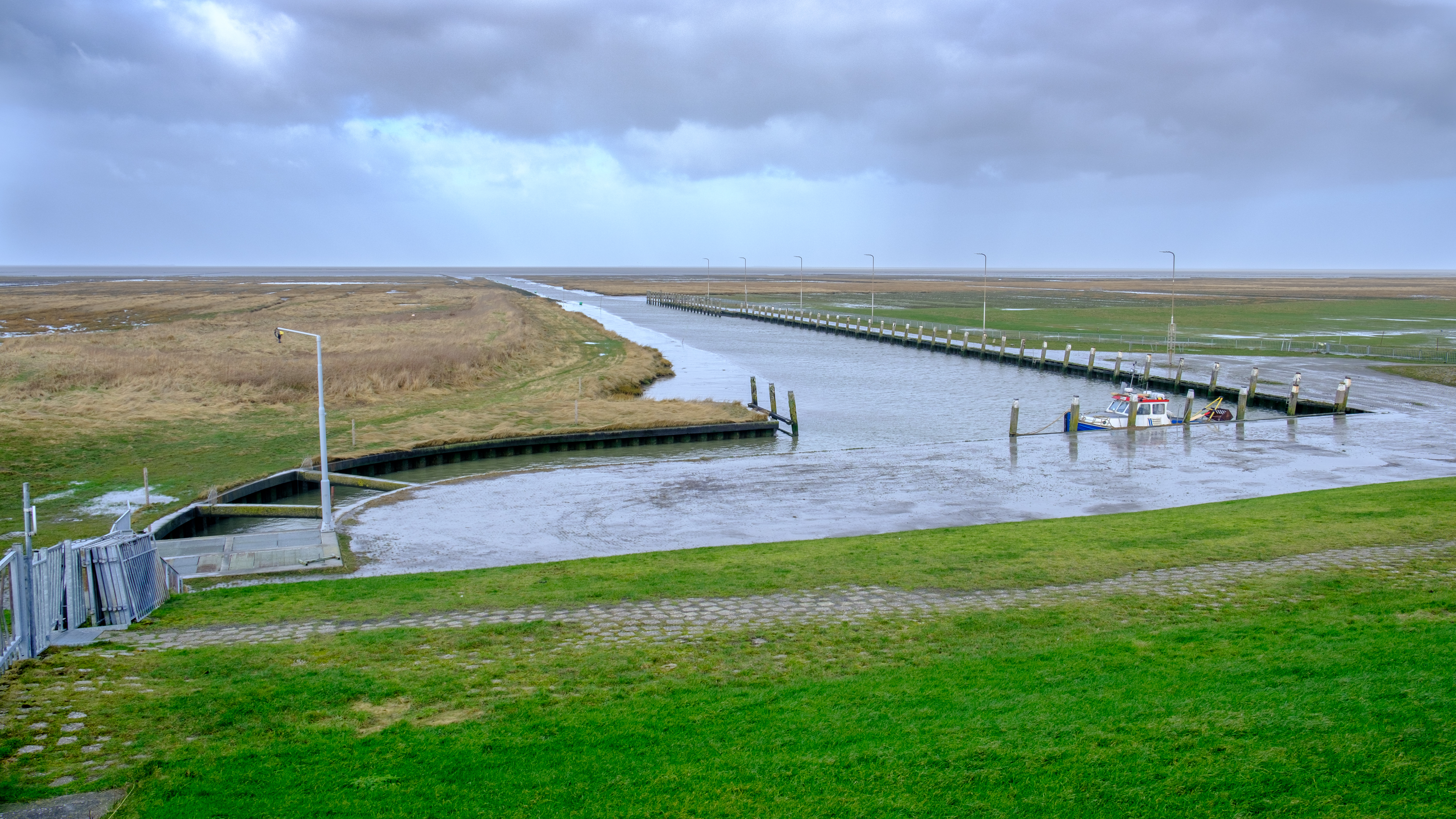
Haventje van Noordpolderzijl